# Methane Pioneer
Das Schiff Methane Pioneer existierte von 1945 bis 1972, nach Umbau 1958 als weltweit erster LNG-Gastanker.

## Geschichte

### Vorgeschichte
In den 1950er Jahren untersuchte die Union Stock Yard & Transit Company die Möglichkeit, verflüssigtes Erdgas in Seeleichtern vom Golf von Mexiko nach Chicago zu transportieren. Das Erdgas sollte in Chicago in der Nahrungsmittelindustrie unter Nutzung des entstehenden Kühleffekts verdampft und danach industriell weitergenutzt werden. 1954 schlug W.L. Morrison, der Vorsitzende einer Forschungsorganisation in Lake Forest, der Union Stock Yard vor, das Methan durch Kühlung zu verflüssigen. Ingalls Shipbuilding baute daraufhin die Gastransport-Barge Methane mit Tanks nach dem Morrison-System, mit der ein wirtschaftlich tragfähiger Gastransport zwar durchgeführt werden konnte, die nach weiteren Tests zum LNG-Seetransport letztlich zum Öl-Leichter umgebaut wurde, da die Verwendung des Erdgases in der Nahrungsmittelindustrie von den Behörden verboten wurde.
1955 legte die Union Stock Yard ihre diesbezüglichen Bemühungen mit der Continental Oil Company in der gemeinsamen Gesellschaft Constock Liquid Methane Corporation zusammen. Letztere beauftragte das New Yorker Schiffbaubüro J.J. Henry mit der Ausarbeitung der Pläne und der späteren Bauaufsicht über den Umbau eines vorhandenen Schiffes zum LNG-Gastanker nach dem Morrison-System. Die Bostoner Firma Arthur D. Little Inc. führte experimentelle Untersuchungen zur Findung der einzubauenden Tanks durch, wobei eine Aluminiumlegierung als geeignetes Material herausgefunden wurde. Nachdem dieses und eine Reihe weiterer grundsätzlicher Probleme gelöst waren, tat sich die Constock Liquid Methane Corporation mit dem British Gas Council zusammen, um die Pilotanlagen an Land und das erste Schiff zu bauen. Constock baute eine Gasverflüssigungsanlage für rund fünf Millionen US-Dollar in Lake Charles, Louisiana. Als Schiffseigner wurde die gemeinsame Gesellschaft British Methane Limited mit Sitz auf den Bahamas gegründet, die für rund fünf Millionen US-Dollar ein Schiff erwerben und umbauen lassen sollte. Das Londoner North Thames Gas Board erstellte für rund eine Million US-Dollar eine Landanlage an der Themse.

### Schiff und Umbau
Das zum Umbau vorgesehene Schiff war eine Einheit des US-amerikanischen Standardtyps C1-M-AV1. Das 1945 als Frachtmotorschiff Marline Hitch bei der Werft W. Butler in Duluth gebaute Schiff zählte zu einer über 200 Einheiten großen Serie dieses Entwurfs der United States Maritime Commission. Da das Schiff für den Kriegseinsatz zu spät fertiggestellt wurde, veräußerte die US-Regierung es 1946 an eine Reederei in Panama, die es als Don Aurelio einsetzte. Ab 1951 fuhr das Schiff dann als Normarti für die North Atlantic & Gulf Steamship Company, bevor es 1958 von der British Methane Limited erworben wurde.
Der Umbau zum Gastanker wurde 1958 bei der Alabama Dry Dock and Shipbuilding Corporation in Mobile in Auftrag gegeben. Das alte Hauptdeck des Schiffes wurde herausgetrennt, der Schiffskörper im Tankbereich erhöht und fünf kubische Gastanks aus einer Aluminiumlegierung in die vorhandenen Laderäume eingebaut. Der vordere Laderaum blieb vom Umbau unberührt. Die Tanks erhielten über dem Doppelboden und an den Seiten eine rund 12 Zoll starke Isolierung aus Balsaholz, der Bereich über den Tanks wurde mit einer 18 Zoll dicken Schicht aus Glasfaser isoliert.

### Einsatz und Verbleib
Spät im Jahr 1958 war die Landstation in Lake Charles soweit fertiggestellt, um die erste Gasladung in das umgebaute Schiff zu füllen. Die Bereederung des Schiffes wurde der Reederei Stevenson Clarke übertragen. Nach Probefahrten im Golf von Mexiko entlud man das Schiff wieder und führte weitere Untersuchungen an den Tanks, Leitungen und Umschlaganlagen des Schiffes durch. Die erste reguläre Fahrt mit Erdgas von Lake Charles nach Großbritannien begann am 29. Januar 1959. Am 20. Februar erreichte die Methane Pioneer die zwischen London und Southend-on-Sea gelegene Anlage auf Canvey Island.
Das Schiff war von Beginn an nur als Experimentalfahrzeug geplant, mit dem die praktische Durchführbarkeit des Erdgastransports über See erforscht werden sollte. Es folgten sieben weitere Reisen von Lake Charles nach Canvey Island, danach wurde das Schiff zunächst aufgelegt und dann zum LPG-Tanker umgebaut.
1967 wurde die Methane Pioneer an die Antarctic Gas Incorporated veräußert und in Aristotle umbenannt. Zum Ende seiner Laufbahn diente das Schiff als schwimmende Gasstation in Recife, bevor es schließlich 1972 verschrottet wurde.
Aufgrund der mit der Methane Pioneer gemachten Erfahrungen ließen das Gas Council und Conch International Methane 1963/64 gemeinsam die beiden größeren Schiffe Methane Princess und Methane Progress bauen, mit denen vorwiegend Erdgas von Arzew nach Canvey Island gefahren wurde.